# Bosansko Grahovo
Bosansko Grahovo je mesto in središče istoimenske občine v jugozahodnem delu Bosne in Hercegovine. Del je Kantona 10.

## Zgodovina

### Prazgodovina
Na območju današnjega Bosanskega Grahova se domneva, da je bilo življenje v prazgodovinim, najverjetneje okoli leta 4.300 pr. n. št., V srednjem neolitiku, so ostanki enega ali več naselij sojinega tipa, najdeni na lokaciji "Soline kuće". Od okoli 2.300 pr. n. št., ki spada v zgodnjo bronasto dobo, so na Gradini in Gradinici našli tudi kulturne sloje ter grobove v bližini vasi Luka.

### Rimski časi
Bosansko Grahovo je omenjeno kot naselje pod imenom Salvia in se nahajalo na rimski cesti, ki je vodila iz smeri Salone proti severu. Iz tega časa izvirajo tudi rimski nagrobniki z napisi, najdeni v bližini policijske postaje v Grkovcih v sedemdesetih letih. Predpostavlja se, da je bilo na območju Bosanskega Grahova poleg Salvije še eno rimsko naselje, znano kot Stridon.

### Prihod Slovanov
Konec rimskega imperija je začetek velike selitve ljudstev. Priseljevanje Slovanov na območje Grahova poteka tako kot v drugih delih tega dela Bosne. To dokazuje kovanec, najden v grobu blizu mesta.

### Srednji vek
V času, ki je sledil na območju Bosanskega Grahovega, zgodovinarji beležijo prvi pojav bosanskih kristjanov (pripadnikov bosanske cerkve, "heretikov", ki so v zgodovinopisju znani kot bogumili ). Stećki "dobrih Bosancev" so iz 12. stoletja in se lahko še vedno najdejo v vasi Pržina in okolici. Sledi starega rudnika boksita v Bastasih, ki je bil verjetno odprt v času vladavine kralja Tvrtka I Kotromanića, izvirajo tudi iz obdobja Kraljevine Bosne. Po ljudskem izročilu so tam delali saški rudarji, ki izvirajo iz današnje Nemčije.

### Osmanska doba
Bosansko Grahovo kot kraj v Bosni pade leta 1463. pod osmansko oblastjo. Zaradi štirih stoletij osmanske vladavine je naselje dobilo orientalski pečat, kar je značilnost večine podobnih krajev v Bosni in Hercegovini. S prihodom Osmanlij je naselje ostalo nepomembna točka na robu Osmanskega cesarstva, v katerem je živelo predvsem pravoslavno in muslimansko prebivalstvo. Agrarne vstaje iz druge polovice 19. stoletja so bile pomembne za Bosansko Grahovo in Grahovsko polje s pretežno pravoslavnim prebivalstvom.

## Geografija
Bosansko Grahovo se nahaja v jugozahodnem delu Bosne in Hercegovine. Topografsko spada območje v hribovito gorsko območje z nadmorsko višino 700-1862 m. Razteza se ob krošnji gore Dinare, ki se na severozahodu začne z Uilico in konča z goro Gnjat na jugovzhodu ter na delih planine Šator in Jadovnika na severovzhodu. Za to območje je značilen dinarski relief, za katerega so značilne visoke gore in kraška polja: Grahovsko polje, Pašića polje in del Livanjskega polja. Hidrografsko je območje Bosanskega Grahova razdeljeno na porečje Črnega in Jadranskega morja. Reke Struga, Unac in Gudaja pripadajo porečju Črnega morja in reka Korane in vode Livanjskega polju pripadajo jadranskem slivu. Na kraških poljih so manjši ponikalni vodotoki. Na planini Šator na nadmorski višini 1488 m se nahaja Šatorjevo jezero, dolgo 337 m in široko 127 m, ki spada v skupino ledeniških jezer. Največja globina jezera je 8 m. Voda je prosojna do globine 4 m, tako da je viden večji del dna jezera. Poleg tega jezera sta še dva naravna jezera, Pečenačko na Grahovskem polju in jezero v Nuglašici na Livanjskem polju ter dve umetni jezeri v Borovači in Preodcu.
Območje Bosanskega Grahova leži v obrobnem območju celinskega in sredozemskega podnebja. Podnebje ima torej skupne značilnosti obeh vrst. Glede na letne padavine na to območje močneje vplivajo morski tokovi, količina padavin pa kaže na vlažen značaj podnebja.

## Znane osebe
- Đuro Pucar Stari
- Gavrilo Princip